# Manufacture des tabacs de Nancy
La manufacture des tabacs de Nancy est une ancienne manufacture des tabacs située à Nancy, construite dans les années 1860 et fermée en 1981, puis reconvertie en un pôle culturel et universitaire.

## Histoire
La manufacture des tabacs est construite entre 1864 et 1870 (avec des ateliers provisoires ouverts en 1862), sur les plans de Prosper Morey, architecte de la ville. La maîtrise d'œuvre est confiée à Antoine-Barthélémy Gutton, sous la direction d'Eugène Rolland et du Service central des constructions.
Antoine Barthelemy Gutton devient le premier directeur de l'usine en 1866 jusqu'à la fin de sa vie en 1877.

## Composition
Ce pôle réunit ainsi :
- une salle de théâtre, le théâtre de la Manufacture (auquel elle a donné son nom) ;
- une médiathèque, annexe de la bibliothèque municipale ;
- une école de cinéma, l'Institut européen du cinéma et de l'audiovisuel ;
- le conservatoire de musique, de danse et d'art dramatique ;
- le Pôle lorrain de gestion, regroupant une école de commerce (l'institut commercial de Nancy), un institut d'administration des entreprises, et une UFR mathématiques-informatique ;
- le Pôle régional de l'image, qui accueille le conservatoire régional de l'image ;
- des locaux initialement affectés au CNRS.

Située à hauteur de l'extrémité nord du cours Léopold, elle est bordée à l'ouest par le quai Claude-le-Lorrain et la voie ferrée, au nord par la rue Désilles, à l'est par la rue Michel-Ney, et au sud par la rue du Baron-Louis.

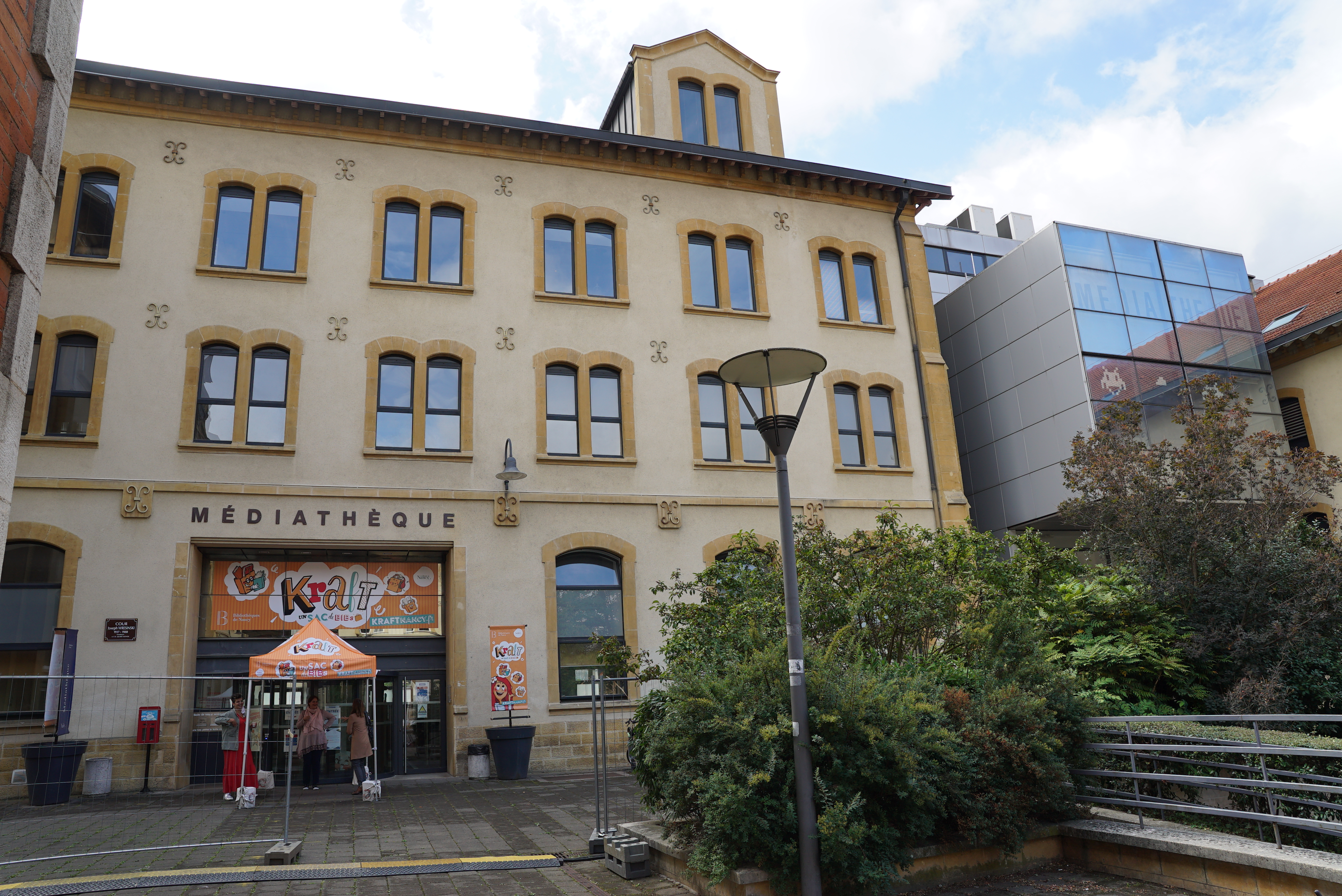
Entré de la médiathèque cour Wresinski,
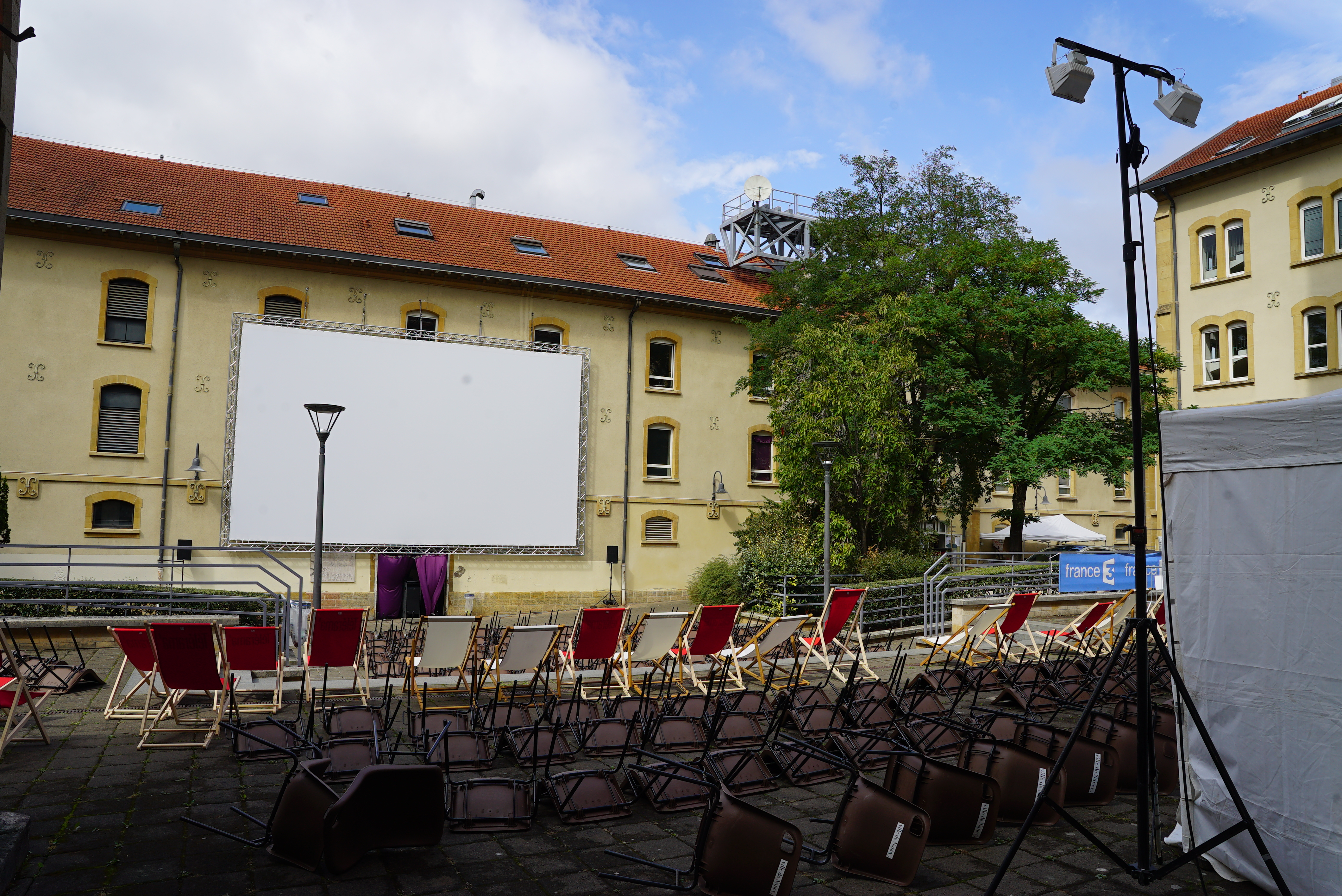
comme amphithéâtre lors du Festival du film Nancy en 2020,
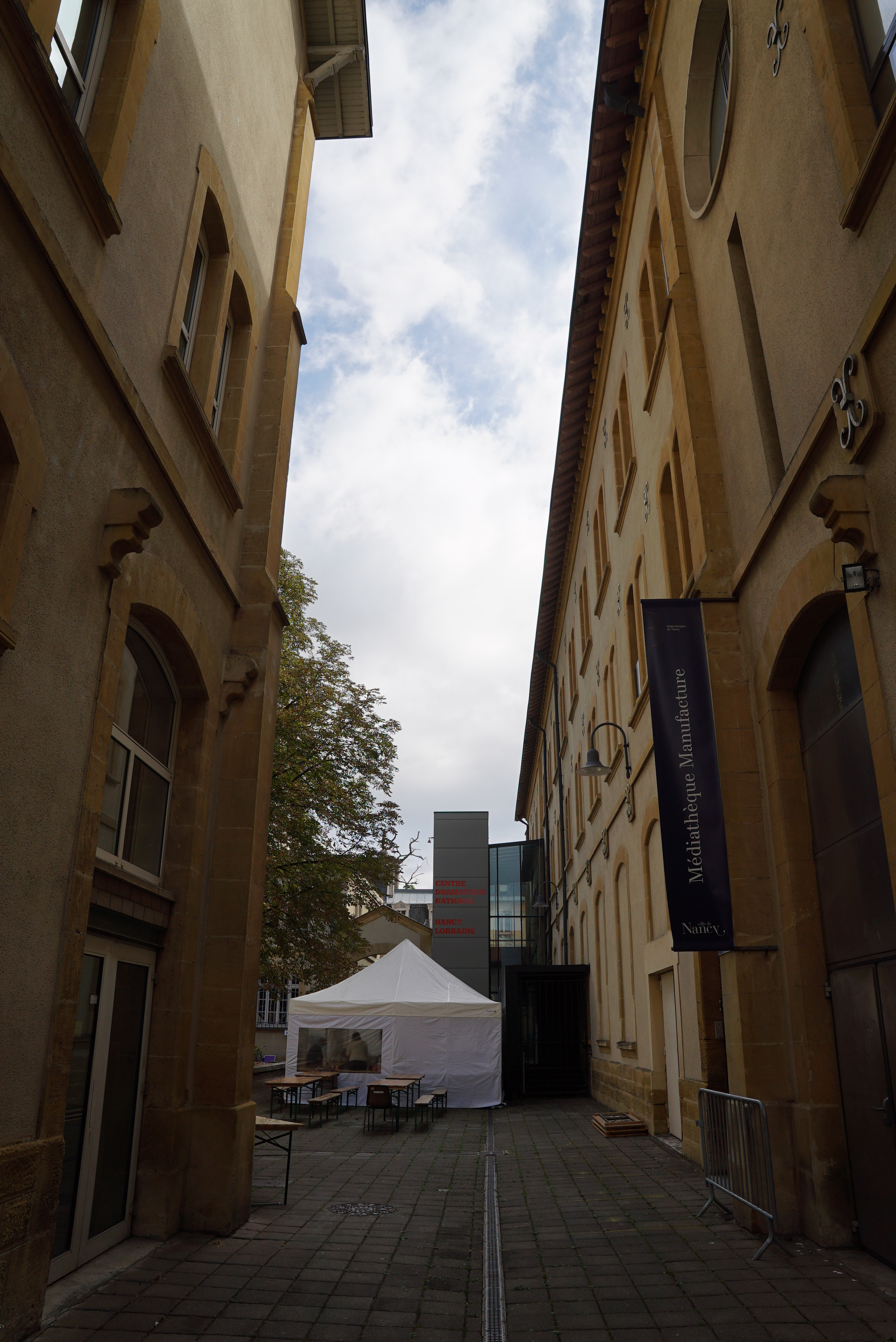
bâtiment du théâtre depuis la cour,
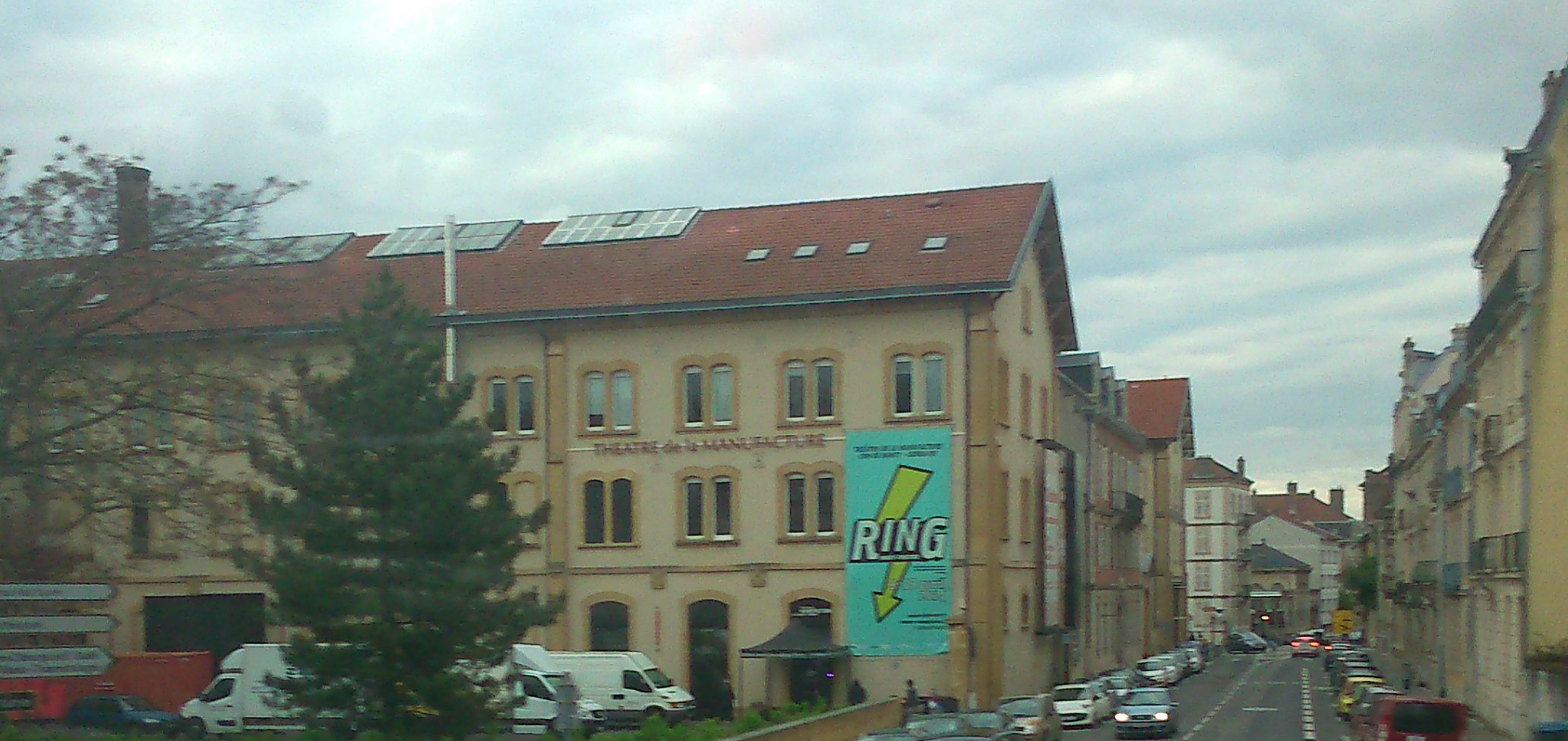
depuis la rue.